# 竹崎氏
竹崎氏（たけざきし/たけざきうじ）は、日本の氏族。
菊池氏庶流とされ、文永の役、弘安の役の活躍で知られる竹崎季長を出した肥後竹崎氏が著名。

## 由来
肥後国八代郡竹崎村より起こる。菊池氏、阿蘇氏の家臣。
肥後菊池氏の庶流とされるが、それを裏付ける家系図が残されておらず、竹崎季長以降の竹崎氏の流れについても不明点が多い。後には阿蘇氏家臣として活動した形跡が窺える。

## 人物
- 竹崎季長 : 蒙古襲来の時に大功を立てる[1]。「蒙古襲来絵詞」でも著名。
- 竹崎右衛門大夫 : 興国7年（1346年）、恵良惟澄に従う[1]。
- 竹崎左衛門太郎 : 正平元年（1346年）、少弐頼尚一族対馬豊前守と交戦し、撃退[2]。
- 竹崎惟貞 : 正平2年（1347年）、恵良惟澄とともに征西府に恩賞地を要求[2]。
- 竹崎惟岑 : 伊豆守。菊池勢力に下る[3]。
- 竹崎惟氏 : 安藝守[3]。
- 竹崎惟夏 : 文亀3年（1503年）12月19日、阿蘇家重臣の木山惟貞と竹崎惟満に宛てた書状を書く。木山城領の支配地をめぐり、菊池・阿蘇両氏の交渉を描く。（『阿蘇家文書』、「竹崎惟夏書状」、刊本296号）
- 竹崎惟満 : 筑前守。阿蘇家当主・阿蘇惟将の家臣として、木山惟貞とともに、阿蘇家に仕えた。
- 竹崎長秀 : 長門入道と称する。天正18年（1590年）4月、阿蘇惟賢（阿蘇惟前の子）に随行[2]。惟賢が阿蘇惟光への忠誠を誓う。このことから、同年5月20日、長秀は、惟光への忠誠起請文を仁田長門守に提出する[4]。